# Eduard Deisenhofer
Eduard Deisenhofer (Frisinga, 27 giugno 1909 – Arnswalde, 31 gennaio 1945) è stato un generale tedesco delle Waffen-SS durante la seconda guerra mondiale.

## Biografia
Nato in una famiglia piccolo borghese della Baviera, dopo aver terminato le scuole d'obbligo con ottimi risultati, si iscrisse all'università frequentando corsi di economia e politica; fu proprio nell'ambiente universitario che entrò in contatto con alcuni membri del Partito nazista, e decise di entrare nelle SA. Tuttavia dopo pochi mesi, decise di abbandonare tale organizzazione e di entrare nelle SS, era il 1º ottobre 1930.
Dopo aver servito per alcuni mesi nella 1. SS-Panzer-Division "Leibstandarte SS Adolf Hitler", durante il 1934, e come guardia nel campo di concentramento di Dachau, l'anno seguente; nel 1936 venne trasferito all'SS-Wachtruppe (truppe di sorveglianza) "Oberbayern" . Con lo scoppio della guerra, il battaglione "Oberbayern" venne trasformato in SS Totenkopf Standarte e impegnato in operazioni di polizia durante la campagna di Polonia.
Assorbito il Reggimento "Oberbayern" nella nuova divisione 3. SS-Panzerdivision "Totenkopf", Deisenhofer, promosso SS-Sturmbannführer, ottenne il comando del II. Battaglione del 1. Reggimento di fanteria SS Totenkopf, guidando la sua unità nella Campagna di Francia, e venendo decorato la Croce di Ferro per il coraggio e l'audacia dimostrati in combattimento. Ritirato dal fronte nel maggio del 1940 ottenne il comando del II. Battaglione di una nuova formazione di volontari olandesi e belgi, l'SS-Freiwilligen-Standarte "Nordwest". Dopo aver concluso l'addestramento di tale unità, Deisenhofer venne trasferito all'SS-Ersatz-Bataillon "Ost", con base a Berlino.
Nell'agosto del 1941 ottenuto il comando del I. Battaglione del 9. Reggimento di fanteria "Germania" della divisione 5. SS-Panzer-Division "Wiking", impegnata in Russia, guidò tale unità fino al febbraio 1942, quando fece ritorno alla divisione "Totenkopf" come comandante del I. Battaglione del 1. Reggimento di fanteria SS Totenkopf. Aggregata al Gruppo d'armate Nord, con l'obiettivo di impadronirsi di Leningrado, la divisione venne pesante impegnata, e quasi distrutta nei pressi di Demjansk. Lo stesso Deisenhofer, alla guida di un piccolo gruppo di uomini, riuscì a malapena a raggiungere le linee tedesche; tuttavia le sue azioni gli valsero la promozione al grado di SS-Obersturmbannführer e la Croce di Cavaliere (17 maggio 1942). Mentre i resti della "Totenkopf" vennero inviati in Francia per essere riorganizzati, Deisenhofer venne inviato a Berlino per ottenere una nuova assegnazione.
Iniziò allora un lungo peregrinare in diverse scuole di addestramento, dapprima l'SS-Junkerschule di Bad Tölz, in Baviera, successivamente la Panzertruppenschule di Wünsdorf e la scuola di addestramento per la fanteria leggera situata nella medesima città. Alla fine di aprile del 1943, Deisenhofer fece ritorno a Berlino per operare come ufficiale di addestramento delle SS, all'interno di un dipartimento dell'SS-Führungshauptamt; nel novembre dello stesso anno venne trasferito all'11. Dipartimento della stessa struttura.
All'inizio del marzo del 1944 Deisenhofer venne infine riassegnato al combattimento attivo, ottenendo il comando del 21. Reggimento Panzergrenadier SS della divisione 10. SS-Panzer-Division "Frundsberg"; e venendo subito impegnato nei tentativi, riusciti, delle divisioni 9. SS-Panzer-Division "Hohenstaufen" e "Frundsberg" di liberare la 1. Armata Panzer del Generaloberst Hans-Valentin Hube dalla sacca di Kamenets-Podolsk. Per le sue azioni Deisenhofer venne promosso SS-Standartenführer.
In seguito allo Sbarco in Normandia, la divisione "Frundsberg" venne inviata sul fronte occidentale per fronteggiare l'avanzata del 21. Gruppo d'Armate del Feldmaresciallo Bernard Law Montgomery su Caen.
A metà di luglio, Deisenhofer fece ritorno sul Fronte orientale per assumere il comando della divisione "Wiking", allora impegnata in durissimi combattimenti nell'area presso Modlin; a metà agosto, comunque, fece ritorno a Berlino, per ottenere un nuovo comando: infatti alla fine del mese assunse il comando della 17. SS-Panzergrenadier-Division "Götz von Berlichingen", impegnata nell'attraversamento dello Saar. Deisenhofer guidò la divisione durante i combattimenti contro gli americani sulla Mosella e nella successiva ritirata verso Metz. Alla fine di settembre, rimasto ferito, fece ritorno a Berlino per ricevere le cure del caso.
Il 31 dicembre del 1944, ricevette l'ordine di organizzare un Kampfgruppe (gruppo di combattimento) per la difesa di Bad Saarow. Promosso SS-Oberführer, alla fine del gennaio del 1945, mentre si recava ad Arnswalde in Pomerania per prendere il comando della 15. Waffen-Grenadier-Division der SS, l'auto su cui si trovava venne attaccata da un caccia sovietico, che lo uccise, insieme al suo aiutante e all'autista.